# Зачарани град
Зачарани град (јап. 千と千尋の神隠し, енгл. Spirited Away) је јапански цртани филм из 2001. године. Постао је најуспешнији филм у јапанској историји, са зарадом од преко 274 милиона америчких долара у свету. Филм је проглашен за један од најуспешнијих филмова прве деценије 21. века и за један од најбољих анимираних филмова свих времена. Освојио је Оскар за најбољи анимирани филм и Златног медведа на Берлинском филмском фестивалу 2002. Српску синхронизацију је радио студио Призор.

## Радња
Десетогодишња Чихиро Огино и њени родитељи путују својој новој кући, али њен отац погреши пут. Несвесни тога стижу у магичан свет. Док Чихирини родитељи једу као свиње у празној ресторанској сали, Чихиро среће младог дечака, Хакуа, који је упозорава да се врати преко реке пре заласка сунца. Међутим, Чихиро открива да су се њени родитељи заиста претворили у свиње и она више не може да пређе реку и постаје заробљена у свету духова.
Када Хаку пронађе Чихиро, говори јој да затражи посао од ложача јавног купатила, Камаџија. Камаџи и радница Лин шаљу Чихиро до вештице Јубабе, која води купатило. Јубаба јој даје посао, али јој мења име у Сен. Хаку упозорава Чихиро да Јубаба контролише људе тако што им узима име и говори јој да ако заборави своје име она неће моћи да напусти свет духова. Док је радила, Сен је позвала маскирано створење, названо Без-лица у купатило верујући да је муштерија. Један смрдљиви дух долази и постаје Сенина прва муштерија, а за њега се испостави да је дух загађене реке. Као захвалност, дух јој даје магичну кнедлу. У међувремену Без-лица даје злато једном раднику, а затим га прогута.
Сен открива да шикагимији нападају змаја и она препозна да је змај Хакуова трансформација. Када се повређени Хаку сруши у Јубабин апартман Сен га прати и када стигне до њега, шикагими који је остао на њеним леђима се трансформише у Јубабину сестру близнакињу Зенибу. Зениба претвара Јубабиног сина у миша и Јубабину птицу у јако малу птицу. Зениба каже Сен да је Хаку украо од ње магични златни печат и упозорава Сен да печат носи смртоносну клетву. Сен одводи Хакуа до ложача и даје му парче магичне кнедле коју јој је дао дух загађене реке. Хаку у том тренутку испљуне печат и малог црва кога Сен случајно згази ногом.
Хаку је у несвести и Сен одлучује да врати печат Зениби и извини се у Хакуово име. Пре него што је напустила купатило Сен је срела Без-лица и дала му другу половину магичне кнедле. Без-лица јури Сен, а затим јој се придружи и заједно са Јубабиним сином Боом и малом птицом седа на воз и крећу ка Зенибиној кући. У међувремену у купатилу Јубаба је бесна на Сен јер је пустила Без-лица у купатило и изазвала проблеме. Хаку јој каже да јој је син замењен и Јубаба криви Сен за све. Хаку обећава Јубаби да ће јој вратити сина ако она врати Сен и њеним родитељима слободу.
Сен, Без-лица и Бо стижу код Зенибе која их љубазно прими у кућу, каже им да је ословљавају са „бако“ и говори Сен да је њена љубав према Хакуу прекинула клетву, као и да је Јубаба користила црног црва да контролише Хакуа. Хаку долети у облику змаја до Зенибе и одводи Сен и Боа назад до купатила, а Без-лица остаје са Зенибом. На путу ка купатилу Сен се присећа догађаја из свог детињства када је упала у реку Кохаку покушавајући да дохвати своју ципелу и говори Хакуу да ју је река безбедно избацила на обалу и Сен му каже да мисли да је он дух реке Кохаку и тиме открива Хакуово право име. Када стигну у купатило, Јубаба жели да Сен постави још један задатак пре него што ослободи њу и њене родитеље. Сен прихвата и Јубаба јој каже да мора да погоди које две свиње, које су испред ње, су њени родитељи. Сен говори да ниједна од свиња није и испостави се да је то тачно и Јубаба јој поново враћа име Чихиро. Чихиро прелази реку и на другој стани затиче своје родитеље који се ничег не сећају. Они одлазе до кола и одвозе се.

## Улоге
| Име лика              | Јапански глас     | Српски глас     |
| --------------------- | ----------------- | --------------- |
| Чихиро Огино          | Руми Хиираги      | Ивана Поповић   |
| Хаку                  | Мију Ирино        | Марко Марковић  |
| Јубаба                | Мари Нацуки       | Јадранка Селец  |
| Зениба                | Мари Нацуки       | Јадранка Селец  |
| Акиичиро Огино (тата) | Такаши Наито      | Милан Чучиловић |
| Ичијуко Огино (мама)  | Јасуко Савагучи   | Душица Синобад  |
| Чичијаку              | Цунехико Камиђо   | Милан Чучиловић |
| Камаџи                | Бунта Сугавара    | Милан Чучиловић |
| Лин                   | Јуми Тамаи        | Душица Синобад  |
| Бо                    | Ријуносуке Камики | Душица Синобад  |
| Без-лица              | Акио Накамура     | Марко Марковић  |
| Анијаку               | Такехико Оно      | Милан Чучиловић |
| Аогаеру               | Тацуја Гашуин     | Милан Чучиловић |

## Музика
Музику за филм је компоновао Џо Хисаиши у извођењу New Japan Philharmonic. Музика је добила бројне награде. Хисаиши је касније додао и текст за „One Summer's Day“ и назвао нову верзију „The Name of Life“, коју је извела Ајака Хирахара.
Завршна песма, „Always With Me“ је написана и изведена од стране Јоуми Кимуре, композиторке и извођачице из Осаке. Текст је написао Вакако Каку.
|    | Песма                     | Композитор   | Трајање |
| -- | ------------------------- | ------------ | ------- |
| 1  | One Summer's Day          | Џо Хисаиши   | 3:09    |
| 2  | A Road to Somewhere       | Џо Хисаиши   | 2:07    |
| 3  | The Empty Restaurant      | Џо Хисаиши   | 3:15    |
| 4  | Nighttime Coming          | Џо Хисаиши   | 2:00    |
| 5  | The Dragon Boy            | Џо Хисаиши   | 2:12    |
| 6  | Sootballs                 | Џо Хисаиши   | 2:33    |
| 7  | Procession of the Spirits | Џо Хисаиши   | 3:00    |
| 8  | Yubaba                    | Џо Хисаиши   | 3:30    |
| 9  | Bathhouse Morning         | Џо Хисаиши   | 2:02    |
| 10 | Day of the River          | Џо Хисаиши   | 3:13    |
| 11 | It's Hard Work            | Џо Хисаиши   | 2:26    |
| 12 | The Stink Spirit          | Џо Хисаиши   | 4:01    |
| 13 | Sen's Courage             | Џо Хисаиши   | 2:45    |
| 14 | The Bottomless Pit        | Џо Хисаиши   | 1:18    |
| 15 | Kaonashi (No Face)        | Џо Хисаиши   | 3:47    |
| 16 | The Sixth Station         | Џо Хисаиши   | 3:38    |
| 17 | Yubaba's Panic            | Џо Хисаиши   | 1:38    |
| 18 | The House at Swamp Bottom | Џо Хисаиши   | 1:29    |
| 19 | Reprise                   | Џо Хисаиши   | 4:53    |
| 20 | The Return                | Џо Хисаиши   | 3:20    |
| 21 | Always With Me            | Јоуми Кимура | 3:35    |

## Награде
| Година | Награда                        | Категорија             | резултат |
| ------ | ------------------------------ | ---------------------- | -------- |
| 2002   | Japan Academy Award            | Најбољи филм           | Освојено |
| 2002   | Japan Academy Award            | Најбоља песма          | Освојено |
| 2002   | 52. Берлински филмски фестивал | Златни медвед          | Освојено |
| 2002   | Cinekid Festival               | Cinekid Film Award     | Освојено |
| 2002   | 21 Hong Kong Film Awards       | Најбољи азијски филм   | Освојено |
| 2003   | 75-та додела Оскара            | Најбољи анимирани филм | Освојено |